# Jessica Walter
Pour les articles homonymes, voir Walter.
Jessica Walter, née le 31 janvier 1941 à New York (État de New York, États-Unis), et morte le 24 mars 2021 dans la même ville, est une actrice américaine.

## Biographie
Elle obtient son premier rôle au début des années 1960, dans le feuilleton télévisé Love of Life.
Elle est principalement connue pour son rôle d'Evelyn Draper dans le film Un frisson dans la nuit  (1971), dans lequel elle joue une femme psychotique et attirante espionnant un disc-jockey (interprété par Clint Eastwood). Sa filmographie inclut des titres tels que Lilith, Grand Prix, Le Groupe (The Group), Bye Bye Braverman, ainsi que Number One.
Tous ces films ont été tournés avant 1975 ; depuis, Jessica Walter a poursuivi une carrière davantage axée sur des rôles dans des séries télévisées et téléfilms. Elle a ainsi obtenu un Emmy Award pour son rôle dans la mini-série télévisée Amy Prentiss.
C'est d'ailleurs dans ce média que les téléspectateurs français la remarquent dès les années 70 avec des apparitions dans Mannix, Mission impossible, L'Homme de fer, Cannon, Les Rues de San Francisco, Colombo.
Plus récemment, son rôle le plus marquant est celui de Lucille Bluth dans la série télévisée de FOX, Arrested Development.
La comédienne a tourné jusqu'à l'année de sa mort, participant encore en 2021 aux séries  American Housewife et Archer.

### Vie privée
Elle était mariée à l'acteur Ron Leibman.

### Mort
Elle meurt d'une crise cardiaque le 24 mars 2021, à l'âge de 80 ans,.

## Filmographie

### Cinéma
- 1964 : Lilith : Laura
- 1966 : Le Groupe (The Group) : Libby
- 1966 : Grand Prix : Pat Stoddard
- 1968 : Bye Bye Braverman : Inez Braverman
- 1969 : Number One : Julie Catlan
- 1971 : Un frisson dans la nuit (Play Misty for Me) : Evelyn
- 1979 : Airport 80 Concorde : Mrs. Patroni
- 1981 : Going Ape! de Jeremy Joe Kronsberg (en) : Fiona
- 1982 : Spring Fever (Smash) : Celia Berryman
- 1984 : L'Étrangère : La fille dans la salle d'art
- 1984 : Le Kid de la plage (The Flamingo Kid), de Garry Marshall : Phyllis Brody
- 1988 : Tapeheads : Kay Mart
- 1993 : Le Tueur du futur (Ghost in the Machine) : Elaine Spencer
- 1994 : PCU (en) de Hart Bochner : President Garcia-Thompson
- 1995 : Temptress : Dr. Phyllis Evergreen
- 1998 : Les Taudis de Beverly Hills (Slums of Beverly Hills) : Doris Zimmerman
- 2001 : My Best Friend's Wife : Mme Epstein
- 2002 : Dummy : Fern
- 2006 : Enfants non accompagnés (Unaccompanied Minors) : Cindi
- 2012 : Bending the Rules : Lena Gold
- 2012 : The Strangely normal (court métrage) : Raconteur (voix)
- 2017 : Keep the change : Carrie
- 2017 : Undercover Grandpa : Maddie Harcourt, du réalisateur Erik Canuel
- 2020 : The Mimic : The Editor

### Télévision

#### Télévision

##### Années 1960
- 1960 : Diagnosic : Unknow (épisode : The Curse of the gypsy) : rôle sans nom
- 1962-1963 : Naked City  2 épisodes : Louise / Girl
- 1962-1965 : Love of Life : Julie Murano
- 1963 : Route 66 : Liz
- 1964 : East Side/West Side  (épisode : Take sides with the sun) : Phyllis Dowling
- 1964 : Suspicion (The Alfred Hitchcock Hour) : Lorna Richmond
- 1964 : The Rogues : Linda Tennant
- 1964 :Flipper le dauphin : Elena Darmon
- 1964 : The Nurses : Edith Robertson
- 1964 : Ben Casey (épisode : August is the month before Christmas) :  Flora Farr
- 1964 : The Reporter (épisode : How much for a Prince?) : Jennifer
- 1964-1965 : Les Accusés (The Defenders) : Sharon Ruskin / Myra Maxwell
- 1965 : For the People : Phyllis Koster
- 1966 : Le Fugitif (The Fugitive) : Pat Haynes
- 1966 : Preview Tonight (épisode : Pursue and destroy) : Vivian Scott
- 1966, 1967, 1968, 1971 et 1973 : Sur la piste du crime (The F.B.I.) : Eleanor Prior / Ellen Rainey / Mireilis
- 1968 et 1971 : Les Règles du jeu (The Name of the Game) : Rita / Linda Ramsey
- 1969-1973 : Love, American Style 5 épisodes : Mary Pettydrew/Virginia Dickinson/Grace
- 1969 : Opération vol (It Takes a Thief) : Lori Brooks
- 1969 : L'Immortel (épisode : Destinée) : Janet Braddock
- 1969 : Then Came Bronson (en) : Morgana Mendoza

##### Années 1970
- 1970 : Mission impossible : Valérie
- 1970 : The Most deadly game (épisode : Breakdown) : Leslie
- 1971 : Storefont Lawyers (épisode : Let the dier beware) : Kate Callendar
- 1970, 1972 et 1973 : Mannix : Laura Danford / Althea Blake / Kathy Graves
- 1971 : Opération Danger : Louise Carson
- 1972 : Le Sixième Sens (épisode : Le coeur dans la tombe) : Jordana Theland
- 1971 et 1973 : Docteur Marcus Welby (Marcus Welby M.D.) : Marian Lawrence / Jenny Alquist
- 1971 et 1973 : Médecins d'aujourd'hui (Medical Center) : Phoebe / Susan / Dr. Carrie Benson / Maggi Spencer
- 1972 : Banyon : Emily
- 1972 : Cannon  (épisode : Les droits de la défense) : Jane Butler
- 1973 : Banacek (épisode : Sans issue) : Erica Osburn
- 1973 : Jigsaw (épisode : Kiss the dream goodbye) : rôle sans nom
- 1973 : Tenafly : Joyce
- 1973-1976 : Les Rues de San Francisco (The Streets of San Francisco) de Seymour Robbie : Glenn Williams (saison 2, épisode 6, Le Timbre de la Mort)
- 1974 : Columbo : Au-delà de la folie (Mind over Mayhem) : Margaret Nicholson
- 1974 : Barnaby Jones : Bernice Kellner / Brooke Leighton
- 1974 : Le Magicien (The Magician) : Marian
- 1974 : L'Homme de fer (Ironside) (épisode en deux parties : Une femme aux commandes) : Amy Prentiss
- 1974 : Hawaï police d'État (épisode : Le corps à deux têtes) : Carla Crystal
- 1974-1975 : Amy Prentiss : Amy Prentiss
- 1975 : Un shérif à New York (McCloud) : Mme Jessica Wright
- 1976 : McMillan (McMillan & Wife) : Donna Drake
- 1977 : Visions : Anna II
- 1976 : Les Rues de San Francisco (The Streets of San Francisco) : Maggie Jarris
- 1977 : All That Glitters : Joan Hamlyn
- 1977 : Wonder Woman : Gloria
- 1977 : What Really Happened to the Class of '65? (épisode : The girl nobody knew) : Fran
- 1977 : Gibbsville (épisode : The grand gesture) : rôle sans nom
- 1977 : Détroit (saison 1 épisode 1) : Ursula
- 1978 : Quincy : Catherine Benton
- 1978, 1981, 1983 et 1985 : La croisière s'amuse (The Love Boat) : Marcia Smith / Louise Hastings
- 1979-1986 : Trapper John, M.D. : Melanie Townsend McIntyre

##### Années 1980
- 1981 : Aloha Paradise (épisode : The Best of Friends/Success/9 Carats) : rôle sans nom
- 1982 : Côte Ouest (Knots Landing) : Victoria Hill
- 1982 : Joanie loves Chachi (épisode : Everybody loves Aunt Vanessa) : Vanessa
- 1982 : Matt Houston (épisode : Joey's here) : Glynnis Durand
- 1983 : Bare Essence : Ava Marshall
- 1984-1985 : Three's a Crowd : Claudia Bradford
- 1985, 1986, 1991 et 1994 : Arabesque (Murder She Wrote) : Gwen Noble / Jane Dawson / Joan Fulton / Joyce Holleran
- 1986 : Hôtel : Irene Fitzgerald
- 1986 : Magnum : Joan fulton
- 1986 : Le Cheval de feu (Wildfire) : Diabolyn (voix)
- 1987 : ABC Afterschool Specials (épisode : Just a Regular Kid: An AIDS Story) : Dr. Stein
- 1988 : Aaron's Way : Connie Lo Verde
- 1988 : J.J. Starbuck : Brin Coltan

##### Années 1990
- 1991 : Le Tourbillon noir 2 épisodes (voix)
- 1991-1995 : Dinosaures : Fran Sinclair (voix)
- 1992 : Jack's Place : Claire
- 1992 : The Round table (épisode : Yesterday we were playing football) : Anne McPherson
- 1994 : Babylon 5 : Sénatrice Elise Voudreau
- 1994 : Coach : Susan Miller
- 1995 : New York, police judiciaire (Law & Order) : Anna Kopell
- 1996 : Wing Commander Academy  (épisode : Chain of command) : Admiral Rhea Bergstrom (voix, créditée comme Jessica Walters)
- 1996 : Le Bus magique (The Magic School Bus) : Ashlee Walker Club Dupree
- 1996-1997 : On ne vit qu'une fois (One Life to Live) : Eleanor Armitage
- 1997 : You wish (épisode : The Big ride) : Estelle
- 1998 : Poltergeist : Les Aventuriers du surnaturel (Poltergeist: The Legacy) : Suzanne Barnard
- 1998 : Voilà ! (Just Shoot Me) : Eve Gallo
- 1998 2000 : Oh Baby : Celia Calloway

##### Années 2000
- 2000-2001 : Jack and Jill : Mme Louise Zane
- 2003 : Les Anges du bonheur (Touched by an Angel) : Naomi
- 2003-2006, 2013, 2018 2019 : Arrested Development : Lucille Bluth
- 2007 : Le Petit Dinosaure (série télévisée d'animation) (épisode : The Brave longneck scheme) : voix de Old One
- 2007 : Leçons sur le mariage : Constance Williams
- 2007 : The Wedding Bells : Candace Sinclair
- 2006-2007 : The Life and times of Juniper Lee (série télévisée d'animation) 2 épisodes voix de Demoness / Cordoth's daughter
- 2009-2021 : Archer
- 2007-2010 : Saving Grace : Betty Hanadarko
- 2008 : Happy Hour : Nanette
- 2008 : New York, section criminelle (Law & Order: Criminal Intent) : Eleanor Reynolds
- 2008-2009-2012 : 90210 Beverly Hills : Nouvelle Génération : Tabitha Wilson (13 épisodes)
- 2009 : New York, unité spéciale : avocate de la défense Petra Gilmartin (saison 11, épisode 3)
- 2007-2010 : Saving Grace 5 épisodes: Betty Hanadarko
- 2009-2021 : Archer : Malory Archer (voix)

##### Années 2010
- 2010 : Gravity : Henrietta
- 2010 : Championnes à tout prix  (épisode : Battle of the flexes) : Lauren's grandmother
- 2010 : Scooby-Doo! Mystères associés (épisode : Howl of the Fright Hound) : Voix de Jason's mom
- 2011 : The Big Bang Theory : Mme Latham
- 2011 : Retired at 35 : Elaine Robbins
- 2014 : Jennifer falls 10 épisodes : Maggie
- 2016 : Turbo FAST (épisode : Worst in Show/Belle of the Gumball) : Tabitha (voix)
- 2016 : The Odd Couple  (épisode : Felix Navidad) : Meredith Unger
- 2015-2018 : Star Butterfly : Miss Heinous
- 2016 : NCIS : Enquêtes spéciales : Judith McKnight (saison 13)
- 2017 : Justice League Action (épisode : The trouble with truth) : Athena (voix)
- 2017 : Difficult People (épisode : Criminal minds) : Mrs. Chuck
- 2019 : At Home with Amy Sedaris 2 épisodes : Alice Brittlecrunch

##### Années 2020
- 2019-2020 : Good Girls 2 épisodes : Judith
- 2020 : Harley Quinn (épisode : Inner (Para) Demons) : Wendy / Granny Goodness (voix)
- 2021 : American Housewife (épisode : Getting Frank with the Ottos) : Margaret

#### Téléfilms
- 1968 : Kiss Me Kate (en) : Lois Lane / Bianca
- 1969 : Three's a Crowd (en) : Jessica Carson
- 1971 : They Call It Murder (en) : Jane Antrim
- 1972 : Women in Chains : Dee Dee
- 1972 : Réveillon en famille (Home for the Holidays) : Fredrica Morgan
- 1974 : Hurricane : Louise Damon
- 1976 : Having Babies : Sally McNamara
- 1976 : Victoire à Entebbé (Victory at Entebbe) : Nomi Haroun
- 1977 :  Laissez-moi mon enfant : Louise Carmino
- 1978 : Wild and Wooly : Megan
- 1978 : Dr. Strange : Morgan LeFay
- 1978 : Secrets of Three Hungry Wives : Christina Wood
- 1979 : Vampire : Nicole DeCamp
- 1979 : She's Dressed to Kill : Irene Barton
- 1981 : Miracle on Ice : Pat Brooks
- 1981 : Scruples : Maggie
- 1983 : Thursday's Child (en) : Roz Richardson
- 1984 : The Return of Marcus Welby, M.D. : Astrid Carlisle
- 1984 : TLC : Dean Craigmont
- 1985 : The Execution : Gertrude Simon
- 1986 : Killer in the Mirror : Francesca DeLorca
- 1988 : Aaron's Way: The Harvest : Connie Lo Verde
- 1988 : Jenny's Song : Peggy Shields
- 1990 : Dad's a dog : Bonnie Balian
- 1994 : Droit à l'absence (Leave of Absence) : Bess
- 1997 : Mother Knows Best : Joan
- 1997 : La Météorite du siècle (Doomsday Rock) : Une secrétaire
- 1997 : The Player de Mark Piznarski : rôle sans nom
- 2004 : Marions-les ! (I Do (But I Don't)) de Kelly Makin : Gennifer
- 2019 : Coup de foudre au bal de Noël (Rediscovering Christmas) de Colin Theys : Mme Barrington